# St. Mariä Himmelfahrt (Steinheim)
Koordinaten: 49° 49′ 8,5″ N, 6° 28′ 43″ O
Die Kirche St. Mariä Himmelfahrt (luxemburgisch: St. Mariä Himmelfaart Steenem) ist die römisch-katholische Pfarrkirche des Ortsteils Steinheim der Gemeinde Rosport-Mompach im Kanton Echternach im Großherzogtum Luxemburg.

## Gebäude
Die Kirche ist ein einschiffiger Bau mit Chor und Dachreiter. Das Gotteshaus wurde im Baustil des Barock errichtet.

## Ausstattung
Die Kreuzigungsszene im Hochaltar schuf Charlotte Engels. Des Weiteren ist in der Kirche eine Freskenmalerei des Künstlers Ignatius Millim zu sehen.